# Louise Petrén-Overton
Hedvig Louise Beata Petrén-Overton (12 août 1880 - 14 janvier 1977) est une mathématicienne suédoise. En 1911, elle est la première femme en Suède à obtenir un doctorat en mathématiques.

## Biographie

### Jeunesse
Hedvig Louise Beata Petrén naît le 12 août 1880, elle est la plus jeune des douze enfants de Edvard Petrén, vicaire de Halmstad, et de Charlotte Göransson. Son père avait obtenu un doctorat en mathématiques en 1850 et son grand-oncle Carl Johan Hill avait été professeur de mathématiques à l'Université de Lund. Tous ses frères feront des études supérieures. L'un d'eux, Karl Anders, deviendra médecin et chercheur et un autre, Edvard, juge à la Cour suprême. Avec deux sœurs aînées qui s'occupent du foyer, elle est libre de se concentrer sur ses études. Enfant, atteinte de scarlatine, elle dit à sa famille qu'elle n'ira au paradis que si elle peut y apporter ses livres de mathématiques. 

### Formation
Louise Petrén obtient son certificat d'études en 1899, grâce à des cours particuliers, et un baccalauréat à l'Université de Lund en 1902. Elle fait alors partie des douze de femmes de l'université, la seule étudiant les sciences. 
Elle obtient une licence en 1910 et défend son doctorat en 1911, avec la thèse Extension de la méthode de Laplace aux équations. Nail Ibragimov écrit que Louise Petrén "a apporté une contribution importante à la théorie d'intégration constructive des équations aux dérivées partielles dans la direction initiée par Euler et poursuivie par Laplace, Legendre, Imschenetsky, Darboux, Goursat. Dans sa thèse de doctorat, elle étend aux équations d'ordres supérieures la méthode de Laplace d'intégration d'équations hyperboliques linéaires du second degré à deux variables indépendantes.

### Carrière
Elle est la première femme en Suède à obtenir un doctorat en mathématiques. Et pendant 35 ans, elle sera la seule femme en Suède à détenir ce diplôme jusqu'à Ingrid Lindström en 1947 puis Sonja Lyttkens en 1956. Comme pour les autres femmes de l'époque, les carrières universitaires ou étatiques lui sont fermées, la Constitution stipulant que ces services sont réservés aux « hommes suédois ». Elle devient maîtresse d'école à temps partiel et actuaire pour la compagnie d'assurance-vie Thule.
En 1912, Petrén épouse Charles Ernest Overton, un biologiste britannique, professeur à l'Université de Lund. Le couple a quatre enfants. Louise Petrén-Overton meurt le 14 janvier 1977. Elle est enterrée au cimetière d'Östra à Lund.